# Lucie Vellère
Lucie Vellère (23 décembre 1896 — 12 octobre 1966) est une compositrice belge.

## Biographie
Lucie Vellère est née à Bruxelles en 1896. Elle commença les leçons de piano avec son père à l'âge de six ans. Elle étudia le violon avec Emile Chaumont, l'harmonie avec Paul Miry et la composition avec Joseph Jongen. Elle reçut en 1957 le Prix du Brabant et reçut un prix de l'American Section of the International Council for Women pour ses compositions. Elle était pharmacienne et composait durant ses loisirs.

## Œuvres
Vellère composa pour voix, instruments solos, chœur et orchestre et ensemble de chambre dans un style traditionnel.
- Chanson nocturne (pour violon et piano) 1920
- Quatuor à cordes n°1 en ré mineur 1937
- Quatuor à cordes n°2 en mi mineur 1942
- Trio pour piano 1947
- Fantaisie en trois mouvement (pour violon et piano) 1950
- Quatuor à cordes n°3 1951
- Nocturne (pour violoncelle et piano) 1954
- Petite Symphonie 1956
- Arlequinade (pour trompette et piano) 1959
- Bagatelles (trio à cordes) 1960
- Dialogue (pour hautbois et piano) 1960
- Intermède (pour flûte et piano) 1960
- Sonate pour violon et alto 1961
- Divertissement (pour violon et piano) 1962
- Quatuor à cordes n°4 1962
- Quatuor (pour quatre clarinettes) 1963
- Epitaphe pour un ami pour alto et orchestre à cordes 1964
- Quatuor (pour flûte, hautbois, clarinette et basson)	1964
- Deux essais (pour trompette, cor et trombone) 1965[3]

### Discographie
- Quatuor à Cordes No. 3, Leonarda CD #LE336
- Vive la Différence: String Quartets by 5 Women from 3 Continents, Leonarda CD (1997)

## Source
- (en) Cet article est partiellement ou en totalité issu de l’article de Wikipédia en anglais intitulé « Lucie Vellère » (voir la liste des auteurs).